# イタリアラグビー連盟
イタリアラグビー連盟（イタリアラグビーれんめい - 伊: Federazione Italiana Rugby/英: Italian Rugby Federation）は、イタリア共和国におけるラグビーユニオン競技の統括団体。日本では「イタリアラグビー協会（略称：FIR）」ともいう。

## ナショナルチーム
- ラグビーイタリア代表
- ラグビー女子イタリア代表
- 7人制ラグビー男子イタリア代表
- 7人制ラグビー女子イタリア代表
- U20ラグビーイタリア代表

ほか

## 歴史
連盟は1928年に発足。
1929年、6クラブが参加して第1回イタリア選手権を開催さ。アンブロシアナ・ミラノ（現・Amatori Rugby Milano）が優勝。
1929年、イタリア代表が初めてのテストマッチをスペイン代表と行う。
1934年、国際アマチュア・ラグビー連盟（FIRA、現・ラグビーヨーロッパ）に加盟。FIRAは、IRFB（国際ラグビーフットボール評議会。現在・ワールドラグビー）への対抗組織であり、当時フランスを中心に、イタリア、カタルーニャ、チェコスロバキア、ルーマニア、ドイツ、オランダ、ポルトガル、スウェーデンの9協会が加盟していた。
1987年にIRFB（現ワールドラグビー)に加盟、初のワールドカップに出場した。
1996年にイタリアラグビーもプロ化され、ジャンカルロ・ドンディ（Giancarlo Dondi）が会長に就任。以後、16年間にわたりイタリアラグビーをけん引した。その功績の1つが、イタリア代表がファイブ・ネーションズ・トーナメント（欧州5か国対抗）への出場権を獲得したことにより、2000年から大会名がシックス・ネイションズとなったこと。ワールドカップ2015・2019に立候補を表明するも、敗れる。
ワールドカップ2023については、2015年9月に招致計画から撤退した。
2023年8月27日、日本ラグビーフットボール協会はイタリアラグビー協会と協力関係強化の覚書を締結。男女15人制代表の対戦、セカンドシニアやU20・U19の試合および合宿、スタッフや審判の交流などを進める。これを受け、2023年9月には女子15人制のテストマッチが行われ、2024年7月には札幌でイタリア代表とのテストマッチを実施。

## 会長
- Alfredo Gavazzi (2012年 - 現在)
- Giancarlo Dondi (1996年 - 2012年)
- Maurizio Mondelli (1984年 - 1996年)

## 主な大会
- トップ10

### 参照
1. ↑  “イタリアラグビー協会(FIR)との覚書締結のお知らせ”.   JRFU. 2024年1月25日閲覧。
2. ↑  “練習○、パス・タックルは×！ イタリア協会が練習再開プロトコル発表 - ラグビーリパブリック” (2020年5月29日). 2024年1月24日閲覧。
3. 1 2  world.rugby. “イタリアラグビー協会、RWC2023招致プロセスからの撤退を発表 | ラグビーワールドカップ” (英語). www.rugbyworldcup.com. 2024年1月24日閲覧。
4. 1 2 3 4 5 6  “Storia” (イタリア語). FIR. 2024年1月25日閲覧。
5. ↑  “ラグビーワールドカップ2023招致レース 3か国の先頭争いは… - ラグビーリパブリック” (2016年10月6日). 2024年1月24日閲覧。
6. ↑  “イタリアラグビー協会(FIR)との覚書締結のお知らせ”.   JRFU. 2023年8月27日閲覧。
7. ↑  松本航. “【ラグビー】日本協会がイタリア協会と覚書締結 ９・30女子15人制代表が敵地でイタリア戦 - ラグビー : 日刊スポーツ”. nikkansports.com. 2024年1月24日閲覧。
8. ↑  “2024年日本代表戦 試合日程および会場決定に関するお知らせ”.   JRFU. 2024年1月25日閲覧。